# Chirosia consobrina
Chirosia consobrina är en tvåvingeart som först beskrevs av Huckett 1929.  Chirosia consobrina ingår i släktet Chirosia och familjen blomsterflugor. Inga underarter finns listade i Catalogue of Life.